# Agapanthia irrorata
Agapanthia irrorata är en skalbaggsart som först beskrevs av Fabricius 1787.  Agapanthia irrorata ingår i släktet Agapanthia och familjen långhorningar.
Artens utbredningsområde är:
- Corsica.
- Portugal.

Inga underarter finns listade i Catalogue of Life.